# Sant Pere, Santa Caterina i la Ribera
Sant Pere, Santa Caterina i la Ribera is een wijk in Barcelona, in het district Ciutat Vella. Bij een volkstelling in 2005 telde de wijk 22.558 inwoners.
De wijk omvat de volgende drie buurten van het historische centrum van Barcelona:
- Santa Caterina
- Sant Pere
- La Ribera